# آبی و رابی
آبی و رابی نخستین فیلم سینمای ایران با ژانر کمدی است که در سال ۱۳۰۹ توسط اوانس اوهانیانس ساخته شد و نخستین بار در روز جمعه ۱۲ دی ۱۳۰۹، ساعت ۲ بعدازظهر در سینما مایاک به نمایش درآمد. هزینهٔ ساخت این فیلم ۵۶۰ تومان بود و توانست حدود ۷۰۰۰ تومان سود نصیب تهیه‌کننده کند.

## چکیدهٔ داستان

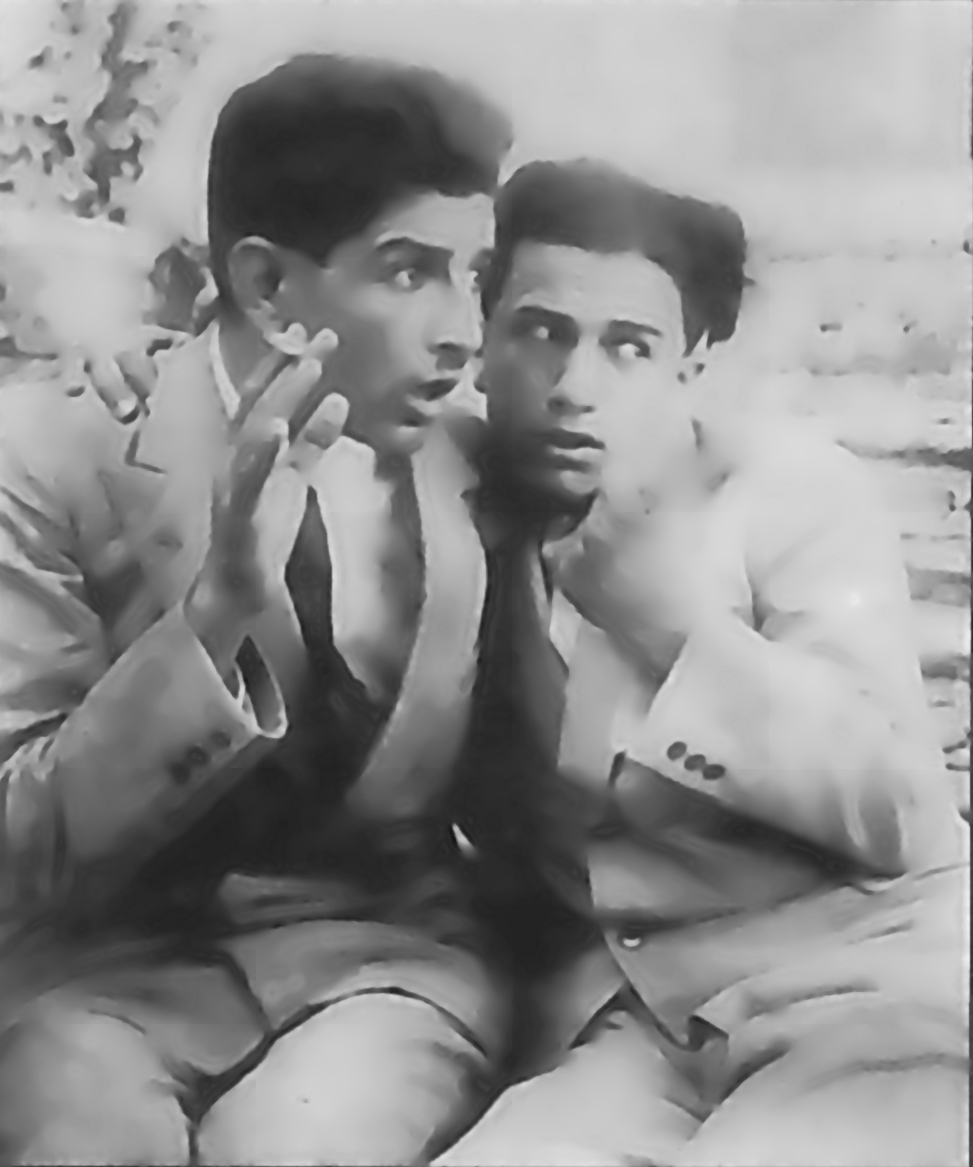
غلامعلی سهرابی و محمد ضرابی در آبی و رابی

داستان دو شخصیت به نام‌های آبی (محمدخان ضرابی) و رابی (غلامعلی خان سهرابی فرد) است. آبی هنگامی که آب می‌نوشد، شکم رابی باد می‌کند. رابی زیر بوم غلطانی دراز می‌کشد و آبی با پتک بر سر او می‌زند و رابی پهن و کوتاه می‌شود. در رستوران لقانطه، آبی و رابی سفارش مرغ می‌دهند و وقتی قصد خوردن آن را دارند، آن مرغ به پرواز در می‌آید و …